# Ги II Бризбар

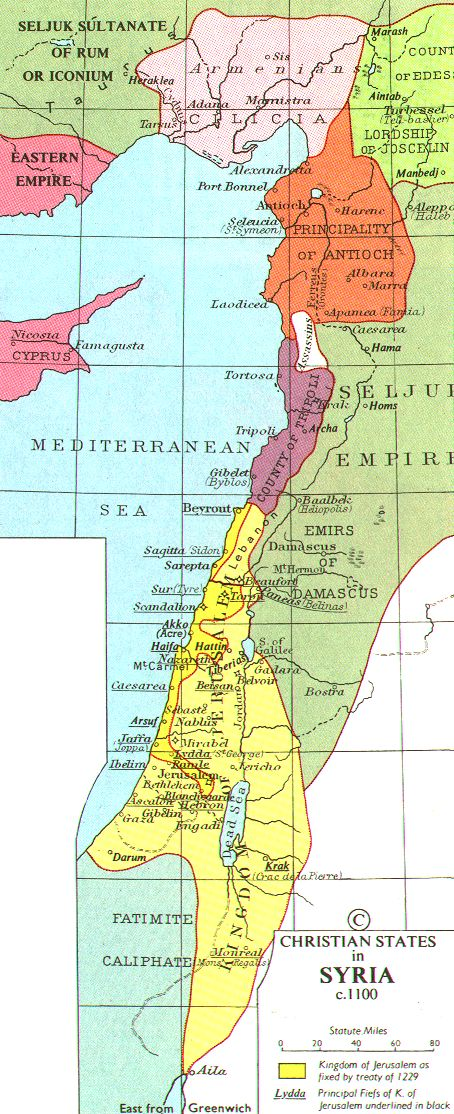
Государства крестоносцев в XII веке

Ги II Бризбар (фр. Guy II Brisebarre; ум. не позднее 1164) — сеньор Бейрута. Младший сын Ги I Бризбара. Дата рождения не поддаётся даже приблизительной оценке.

## Биография
Согласно Вильгельму Тирскому, в 1153 году участвовал в осаде Аскалона.
В 1156 году стал сеньором Бейрута после вступления брата, Готье II, в орден тамплиеров.
Умер между 7 июня 1156 и 16 августа 1164 года. Возможно, его вдова вторично вышла замуж за Ренье, коннетабля Триполи.
Мэри Никерсон (Mary E. Nickerson) в своей работе «The Seigneury of Beirut in the Twelfth Century and the Brisebarre Family of Beirut-Blanchegarde» предлагает такую хронологию правления Бризбаров:
- Готье I 1125—1126
- Ги I 1127—1140
- Готье II 1140—1147
- Ги II 1147—1156
- Готье III 1156—1166

## Семья
Имя жены — Мария, происхождение не выяснено. Дети, о которых имеются сведения:
- Готье III (ум. 1179), сеньор Бейрута, Монреаля и Блангарда
- Ги (ум. до 1193) — князь Кесарии по правам жены, Жулианы Гарнье
- Бернар, сеньор Бланшгарда
- Гуго
- Беатриса, муж — Жан ле Тор, сеньор де Манюэ
- Маргарита, муж — Гермон I, сеньор Бетсана.